# Arquebisbat de Huê
L'arquebisbat de Huê (vietnamita: Tổng giáo phận Huế, llatí: Archidioecesis Hueensis) és una seu metropolitana de l'Església Catòlica a Vietnam. Al 2016 tenia 69.380 batejats sobre una població de 1.750.700 habitants. Actualment està regida per l'arquebisbe metropolità Joseph Nguyên Chi Linh.

## Territori
La seu episcopal és la ciutat de Huế, on es troba la catedral del Cor Immaculat de Maria.
El territori s'estén sobre 9.822 km², i està dividit en 83 parròquies.

## Província eclesiàstica
La província eclesiàstica de Huê està formada per les següents diòcesis sufragànies:
- Ban Mê Thuôt
- Ðà Nang
- Kontum
- Nha Trang
- Quy Nhon

## Història
El vicariat apostòlic de la Conxinxina septentrional va ser erigit el 27 d'agost de 1850, prenent el territori del vicariat apostòlic de la Conxinxina oriental (avui bisbat de Quy Nhon).
El 3 de desembre de 1924 assumí el nom de vicariat apostòlic de Huê.
El 24 de novembre de 1960 el vicariat apostòlic va ser elevat al rang d'arxidiòcesi metropolitana, mitjançant la butlla pontifícia Venerabilium Nostrorum del papa Joan XXIII.

## Cronologia episcopal
- François-Marie-Henri-Agathon Pellerin, M.E.P. † (27 d'agost de 1850 - 13 de setembre de 1862 mort)
- Joseph-Hyacinthe Sohier, M.E.P. † (13 de setembre de 1862 - 3 de setembre de 1876 mort)
- Martin-Jean Pontvianne, M.E.P. † (31 d'agost de 1877 - 30 de juliol de 1879 mort)
- Marie-Antoine-Louis Caspar, M.E.P. † (23 de març de 1880 - 18 de juliol de 1907 renuncià)
- Eugène-Marie-Joseph Allys, M.E.P. † (30 de gener de 1908 - 20 de juny de 1931 jubilat)
- Alexandre-Paul-Marie Chabanon, M.E.P. † (20 de juny de 1931 - 4 de juny de 1936 mort)
- François-Arsène-Jean-Marie-Eugène Lemasle, M.E.P. † (4 de febrer de 1937 - 26 de setembre de 1946 mort)
- Jean-Baptiste Urrutia, M.E.P. † (21 de febrer de 1948 - 24 de novembre de 1960 renuncià)
- Pierre Martin Ngô Đình Thục † (24 de novembre de 1960 - 17 de febrer de 1968 renuncià)
- Philippe Nguyên-Kim-Diên † (11 de març de 1968 - 8 de juny de 1988 mort)
- Etienne Nguyên Nhu Thê (1 de març de 1998 - 18 d'agost de 2012 jubilat)
- François-Xavier Lê Văn Hông (18 d'agost de 2012 - 29 d'octubre de 2016 jubilat)
- Joseph Nguyên Chi Linh, des del 29 d'octubre de 2016

## Estadístiques
A finals del 2016, la diòcesi tenia 69.380 batejats sobre una població de 1.750.700 persones, equivalent al 4,0% del total.
| any  | població | població  | població | sacerdots | sacerdots       | sacerdots       | sacerdots             | diaques | religiosos | religiosos | parròquies |
| ---- | -------- | --------- | -------- | --------- | --------------- | --------------- | --------------------- | ------- | ---------- | ---------- | ---------- |
| any  | batejats | total     | %        | total     | clergat secular | clergat regular | batejats por sacerdot | diaques | homes      | dones      |            |
| 1970 | 76.138   | 704.300   | 10,8     | 208       | 169             | 39              | 366                   |         | 129        | 826        |            |
| 1979 | 41.131   | 1.600.000 | 2,6      | 78        | 72              | 6               | 527                   |         | 25         | 365        | 53         |
| 1997 | 51.560   | 1.593.000 | 3,2      | 88        | 77              | 11              | 585                   |         | 78         | 434        | 53         |
| 2000 | 59.270   | 1.967.450 | 3,0      | 76        | 66              | 10              | 779                   |         | 61         | 447        | 53         |
| 2001 | 60.982   | 1.966.605 | 3,1      | 79        | 63              | 16              | 771                   |         | 100        | 501        | 177        |
| 2002 | 63.454   | 1.987.217 | 3,2      | 86        | 69              | 17              | 737                   |         | 100        | 554        | 177        |
| 2003 | 64.042   | 2.007.300 | 3,2      | 88        | 71              | 17              | 727                   |         | 105        | 588        | 177        |
| 2004 | 65.770   | 1.977.300 | 3,3      | 93        | 74              | 19              | 707                   |         | 107        | 599        | 177        |
| 2006 | 66.700   | 2.150.700 | 3,1      | 114       | 92              | 22              | 585                   |         | 107        | 631        | 177        |
| 2013 | 69.255   | 1.692.551 | 4,1      | 139       | 107             | 32              | 498                   |         | 185        | 1.085      | 81         |
| 2016 | 69.380   | 1.750.700 | 4,0      | 155       | 108             | 47              | 447                   | 3       | 306        | 1.130      | 83         |